# Зубів Міст
Зу́бів Міст — село в Україні, у Кам'янка-Бузькій міській громаді, Львівського району Львівської області. До 2020 року село Зубів Міст був адміністративним центром Зубівмостівській сільській раді, якій підпорядковувалися села Грушка, Обидів, Рожанка та Ягідня, нині орган місцевого самоврядування — Кам'янка-Бузька міська рада. Населення становить 372 особи.

## Географія
Село Зубів Міст розташоване за 50 км від обласного центру, 50 км від районного центру та 9 км від адміністративного центру міської громади. За 8 км знаходиться найближча залізнична станція Батятичі. Між селами Обидів та Зубів Міст протікає річка Батячка, притока Західного Бугу. На північ від села Зубів Міст розташоване колишнє село Константівка.
Вулиці
У селі Зубів Міст налічується 5 вулиць.
- Грабова
- Колгоспна
- Садова
- Солодкої Марії
- Широка

## Населення
За інформацією поданою у «Географічному словнику Королівства Польського», що 1890 року у селі Зубів Міст мешкало 705 осіб. Станом на 1 січня 1939 року у селі мешкало 750 осіб, з них: 450 українців, 10 поляків, 220 латинників та 80 німецьких колоністів. За даними всеукраїнського перепису населення 2001 року у селі мешкало 236 осіб, у 2021 році — 206 осіб.
Мова
Розподіл населення за рідною мовою за даними перепису 2001 року був наступним:
| українська | 448 | 99,56 |
| польська   | 2   | 0,44  |

## Назва
За легендою колись давно на місті села жив чоловік на прізвище Зуб. Він побудував міст, люди, які їхали до Кам'янки-Струмилової казали: «Поїхали через Зубів міст?». Пізніше на місці будинку Зуба розбудували село, яке назвали Зубів Міст.

## Історія
Перша історична згадка про село датується 1483 роком.
1 квітня 1930 року село передане з Жовківського повіту Львівського воєводства до Кам'янко-Струмилівського повіту Тернопільського воєводства.

## Пам'ятки, визначні місця

### Церква Покрови Пресвятої Богородиці
13 жовтня 2013 року високопреосвященний митрополит Львівський і Сокальський УПЦ КП Димитрій (Рудюк) звершив чин великого освячення новозбудованого храму на честь Покрови Пресвятої Богородиці у селі Зубів Міст, та відслужив першу Божественну Літургію у новоосвяченому храмі. Під час звершення малого входу митрополит Димитрій нагородив настоятеля храму ієрея Ігоря Андрейчука черговою богослужбовою нагородою — возведенням у сан протоієрея.. Нині церква перебуває у користуванні місцевої релігійної громади Львівсько-Сокальської єпархії Православної церкви України парафії Покрови Пресвятої Богородиці.

### Церква святого Івана Богослова
11 жовтня 2020 року, Правлячий архієрей Сокальсько-Жовківський Кир Михайло звершив освячення новозбудованого храму на честь святого Івана Богослова у селі Зубів Міст. Після освячення Владика очолив Архиєрейську Божественну Літургію. Його Преосвященству співслужили декан Кам'янко-Бузький о. Богдан Горбаль, настоятель парафії о. Борис Гороховський та запрошенні священнослужителі. Співом супроводжував богослужіння квінтет парафії святого Миколая з Радехова. Нині церква перебуває у користуванні місцевої релігійної громади Сокальсько-Жовківської єпархії Української греко-католицька церкви парафії святого Івана Богослова.

## Відомі люди
- Наумко Ігор Михайлович (нар. 1951) — український науковець, геолог, геохімік-мінералог. Доктор геологічних наук; професор, член-кореспондент Національної академії наук України[15].

## Освіта
У селі працює один навчальний заклад — Зубівмостівська гімназія (з дошкільним відділенням та початковою школою) Кам'янка-Бузької міської ради Львівської області (керівник Дмитраш Уляна Вікторівна).

### Шкільництво: історія та сучасність
Школа в селі Зубів Міст була заснована у 1894 році за кошти громади села. У 1928 році у загальній польській школі села Зубівмости навчалося 86 дітей. До 1 квітня 1930 року Зубівмости належали до Жовківського шкільного округу. У 1938 році у селі було чотири класи польської школи, оскільки більшість населення були поляками. У 1939 році, коли прийшла радянська влада, школу роз'єднали. Дітей поляків навчав Бобінко, а українських дітей — вчитель з Руди, Петро Коваль.
До 1958 року директором школи був Мирослав Григорович Василишин, у 1958–1961 роках — Сова Михайло Андрійович. Потім директором став Ситар Ярослав Степанович, уродженець Волині, який працював до  1998 року. 1962 року школа стала восьмирічною та у ній навчалося 140 учнів. Школа включала 4 будівлі, які були перевезені із сусідніх сіл. Опалення школи було пічним, яке взимку майже не обігрівало класи. У 1986 році у школі навчалося більше 120 учнів.
У 1998 році, завдяки розпаювання колгоспних земель та активній діяльності односельчан, які свідомо віддали свої паї для викупу контори колгоспу «Дружба», навчальний процес розпочався у новому реконструйованому приміщення. Директором Зубівмостівської неповної середньої школи став Зіновій Михайлович Сайкевич, який до того працював завучем та викладав хімію та біологію у даній школі.
У січні 2012 року директором школи було призначено Володимира Ананійовича Борисенка. Цього ж року у приміщенні школи був зроблений санвузол. 1 серпня 2014 року було відкрито різновікову дошкільну групу «Веселка», яку відвідувало 8 дітей. Вихователькою стала Юлія Олександрівна Ковзолович, помічником вихователя — Діана Петрівна Галько. Школу було реорганізовано у Зубівмостівський навчально-виховний комплекс «Загальноосвітній навчальний заклад I-II ступенів — Дошкільний навчальний заклад».
2015 року було проведено капітальний ремонт школи: утеплення мін ватою, заміна опалювальних труб, заміна вікон та дверей, вентиляція приміщень. Відновлення об'єкту профінансоване коштами уряду Федеративної Республіки Німеччина через банк розвитку KFW та місцевою громадою. Мікропроєкт реалізовано Українським фондом соціальних інвестицій. У 2018 році за сприяння Львівської обласної ради в межах Програми проведення обласного конкурсу проєктів місцевого розвитку, спільно з Кам'янка-Бузькою міською радою, Кам'янка-Бузькою районною радою, ТОВ Агро ЛВ Лімітед» придбано для школи комп'ютерне та мультимедійне обладнання. У 2019 році в межах Програми проведення обласного конкурсу проєктів місцевого розвитку спільно з Кам'янка-Бузькою міською радою, Кам'янка-Бузькою районною радою, БФ «Контіненталь Фармерз Груп» та громадою села реалізовано придбання обладнання для потреб школи.
20 січня 2017 року через реконструкцію колгоспної їдальні під садочок було розформовано різновікову дошкільну групу та сформовано старшу та молодшу дошкільні групи. У будівлі запрацювала молодша дошкільна група, вихователем стала Галина Степанівна Кірик, помічником вихователя — Діана Павлівна Галько. У приміщенні школи залишилася старша дошкільна група, вихователь — Юлія Олександрівна Ковзолович, помічник вихователя — Христина Петрівна Каландяк.
Рішенням виконкому Кам'янка-Бузької міської ради від 25 лютого 2021 року Зубівмостівський навчально-виховний комплекс «Загальноосвітній навчальний заклад I-II ступенів — Дошкільний навчальний заклад» реорганізований у Зубівмостівську гімназію Кам'янка-Бузької міської ради Львівської області, у якій працює 35 працівників: 19 педагогічних працівників, 11 технічних працівників, 1 старша медична сестра, 4 сезонних кочегари.